# Cuers
Cuers är en kommun i departementet Var i regionen Provence-Alpes-Côte d'Azur i sydöstra Frankrike. Kommunen ligger i kantonen Cuers som tillhör arrondissementet Toulon. År 2022 hade Cuers 12 841 invånare.

## Befolkningsutveckling
Antalet invånare i kommunen Cuers
| Referens: INSEE |